# マッテオ・フェラーリ (モーターサイクリスト)
- マッテオ・フェッラーリ

マッテオ・フェラーリ (Matteo Ferrari, 1997年2月12日 - ) は、イタリア・チェゼーナ出身のオートバイレーサー。2019年のロードレース世界選手権MotoEクラスチャンピオン。

## 経歴

### ロードレース世界選手権
2013年からロードレース世界選手権へデビュー。初年度はインディアナポリスGPとバレンシアGPの15位がベストで、ライダーズランキング27位で終えた。
2015年を最後にMoto3を離れていたが、2019年からはMotoEクラスにトレンティーノ・グレシーニMotoEから参戦。サンマリノGPのみの優勝だったが、初代王者に輝く。

### その他
スーパーバイク世界選手権には2020年にバルニ・レーシングチームから最終戦ポルトガルへ代走参戦した。

## 戦績

### ロードレース世界選手権 戦績
- 凡例
- 太字はポールポジション、斜体はファステストラップ。

#### シーズン
| シーズン | クラス | 車両                     | 出走数 | 優勝回数 | 表彰台数 | ポールポジション | ファステストラップ | ポイント | 順位  |
| -------- | ------ | ------------------------ | ------ | -------- | -------- | ---------------- | ------------------ | -------- | ----- |
| 2019年   | MotoE  | エネルジカ・エゴ・コルサ | 6      | 2        | 3        | 0                | 1                  | 99       | 1st   |
| 2020年   | MotoE  | エネルジカ・エゴ・コルサ | 7      | 2        | 4        | 1                | 0                  | 97       | 2nd   |
| 2021年   | MotoE  | エネルジカ・エゴ・コルサ | 7      | 1        | 1        | 0                | 1                  | 86       | 3rd   |
| 2022年   | MotoE  | エネルジカ・エゴ・コルサ | 12     | 2        | 5        | 0                | 2                  | 162.5    | 3rd   |
| 2023年   | MotoE  | ドゥカティ・V21L         | 16     | 3        | 7        | 4                | 3                  | 216      | 3rd   |
| 合計     | 合計   | 合計                     | 合計   | 48       | 10       | 20               | 5                  | 7        | 660.5 |

## 参照
1. ↑  “A Matteo Ferrari il primo titolo delle moto elettriche” (Italian). gazzetta.it (ガゼッタ・デロ・スポルト). (2019年11月17日) 2019年11月17日閲覧。